# Амастрида (правителька Гераклеї)
Амастрида, Амастріс (дав.-гр. Aμαστρις), іноді Амастріна — правителька Гераклеї Понтійської з 305 до 301 до н. е., племінниця останнього перського царя з династії Ахеменидів Дарія III.

## Життєпис
Була донькою Оксатра Перського, брата Дарія III. Після поразки останнього та захоплення Перської держави македонянами і греками на чолі із Александром Македонським опинилася при дворі нового володаря. Александр Македонський визначив Амастриду як наречену своєму військовику Кратеру. Втім шлюб не відбувся через смерть Александра або Кратер його розірвав, одружившись з донькою Антипатра.
Вийшла заміж за гераклейського тирана (потім царя) Діонісія, від якого мала сина Оксатра. З 305 до н. е. володарювала над містом після смерті свого чоловіка Діонісія. Перед смертю Діонісій склав заповіт, згідно з яким його владу повинна була успадкувати Амастрида. Вона продовжувала політику попередника — мала гарні політичні відносини з Антигоном Однооким.
Проте після того, як усі інші діадохи об'єдналися проти Антигона,  Амастрида розірвала відносини з ним й уклала договір з Лісімахом, царем Фракії. Вона також вийшла за нього заміж. Але після перемоги коаліції над Антигоном у 301 році до н. е. під Іпсом значення Гераклеї для Лісімаха зменшилося. Тому він розлучився з Амастридою, щоб одружитися з Арсіноєю, донькою царя Єгипта Птолемея I. За короткий час свого володарювання Амастрида продовжувала розбудовувати Гераклею Понтійську, а також заснувала місто Амастриду.
У 301 до н. е. вона передала владу своєму пасинкові Клеарху. Однак раптово у 288 до н. е. Клеарх наказав вбити Амастриду, можливо, підозрюючи її в намаганні знову захопити владу.